# Wola Kurowska
Wola Kurowska – wieś w Polsce położona w województwie małopolskim, w powiecie nowosądeckim, w gminie Chełmiec.
Wieś biskupstwa krakowskiego w powiecie sądeckim w województwie krakowskim w końcu XVI wieku. W latach 1975–1998 miejscowość administracyjnie należała do województwa nowosądeckiego. 30 czerwca 2004 r. wieś liczyła 239 mieszkańców.
Wieś położona na stokach Dąbrowskiej Góry na terenie Pogórza Rożnowskiego, na północ od Nowego Sącza, przy drodze wojewódzkiej nr 975.
Nazwa miejscowości pochodzi od sąsiedniej wsi Kurów.
Wieś powstała prawdopodobnie jako "wolnizna" w związku z przeniesieniem Kurowa z prawa polskiego na prawo niemieckie w połowie XIV wieku. Rejestr poborowy z 1581 roku stwierdzał, że wieś należy do biskupów krakowskich, a jej dzierżawcą jest Stanisław Kępiński.
Po I rozbiorze Polski, w latach 1782–1785 dobra królewskie i duchowne włączono do austriackich dóbr kameralnych. Majątek w Kurowie i w sąsiedniej Woli Kurowskiej na licytacji w roku 1829 kupiła hrabina Lanckorońska. W roku 1880 rodzina Lanckorońskich sprzedała swoje dobra Władysławowi Głębockiemu właścicielowi klucza zbyszyckiego.